# جوليان شيريتا
جوليان شيريتا (بالرومانية: Iulian Chiriță)‏ (مواليد 2 فبراير 1967) هو لاعب كرة قدم. يلعب مع منتخب رومانيا لكرة القدم. سبق له أن لعب في كأس العالم لكرة القدم مع منتخب بلاده.

## روابط خارجية
- جوليان شيريتا على موقع الاتحاد الدولي (مؤرشف)  (الإنجليزية)
- جوليان شيريتا على موقع قاعدة بيانات كرة القدم.إي يو (الإنجليزية)
- جوليان شيريتا على موقع ناشيونال فوتبول تيمز (الإنجليزية)
- جوليان شيريتا على موقع عالم كرة القدم.نت (الإنجليزية)